# ホリスター・カンパニー

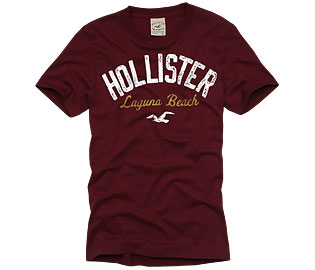
ホリスターのT-シャツ(ロゴはカモメ)

ホリスター・カンパニー（Hollister Co.）は、アメリカ合衆国のカジュアル系ファストファッションブランドである。

## 概要
アバクロンビー&フィッチ社によって、2000年7月に創立されたブランドである。カンパニーとの表記があるが独立した会社組織では無い。現在、世界に600を超える店舗を有している。
ロゴマークはカモメで、アメリカ西海岸のサーフスタイルを意識したデザインが特徴である。
地元アメリカでは、姉妹ブランドの「アバクロンビー&フィッチ」や「ルール No 925」、競合の「アメリカン・イーグル」などと並び、若い世代を中心に非常に人気が高いブランドで、一般的には略して「ホリスター」と呼称されることが多い。アメリカ投資銀行会社の「Piper Jaffray」のランキング調査によると、10代の若者に2番目に人気があるファッションブランドという結果が出ている。なお、1番目に人気があるファッションブランドは、FOREVER21である。

## 店舗

### 日本
- ダイバーシティ東京プラザ店
- ららぽーと横浜店
- ららぽーと新三郷店
- ららぽーと富士見店
- ららぽーとTOKYO-BAY店
- ららぽーと甲子園店（2014年11月29日オープン。関西初上陸となる。）

ダイバーシティ東京店
- ららぽーとエキスポシティ店
- ラゾーナ川崎プラザ店